# Tully Blanchard
Tully Arthur Blanchard (Edmonton, 22 gennaio 1954) è un ex wrestler canadese, sotto contratto con la All Elite Wrestling. In passato ha combattuto nella World Championship Wrestling come membro dei Four Horsemen, nella National Wrestling Alliance e nella World Wrestling Federation. Insieme a Arn Anderson, ha formato il tag team The Brain Busters.

## Carriera

### Southwest Championship Wrestling (1975–1984)
Blanchard, allenato dal padre e da José Lothario, debuttò nel mondo del wrestling nel 1975 nella Southwest Championship Wrestling, federazione di proprietà del padre. Iniziò combattendo in coppia con il genitore in un feud contro Dory Funk Jr. e Terry Funk.
Tra il 1978 e il 1983, Blanchard detenne l'SCW Southwest Television Championship e l'SCW Southwest Heavyweight Championship in sette occasioni. Formò un tag team con Gino Hernandez, "The Dynamic Duo". La coppia conquistò il Texas All-Star USA Tag Team Championship cinque volte e l'SCW World Tag Team Championship all'inizio degli anni ottanta.
Nel 1984, Blanchard lasciò la SCW per entrare nella Jim Crockett Promotions.

### Jim Crockett Promotions (1984–1988)
Blanchard arrivò nella Mid-Atlantic Championship Wrestling all'inizio del 1984. Subito ebbe un feud con Mark Youngblood per la conquista dell'NWA Television Championship, successivamente rinominato NWA World Television Championship e poi WCW World Television Championship. Blanchard vinse il titolo il 28 marzo 1984 e lo difese in seguito contro alcuni dei maggiori nomi della compagnia, come Ricky Steamboat, che affrontò a Starrcade '84.
Quando Steamboat uscì dalla JCP per approdare in WWF, Blanchard e Dusty Rhodes iniziarono una faida con in palio il titolo TV. Il 16 marzo 1985, Rhodes sconfisse Tully aggiudicandosi l'NWA Television Championship, ponendo fine al regno da campione di Blanchard durato 353 giorni. Il titolo, ribattezzato NWA World Television Championship, fu ancora oggetto di scontro tra i due per tutta la prima parte del 1985, con Blanchard che riconquistò la cintura e la perse nuovamente contro Rhodes nel luglio 1985 a The Great American Bash in un match nella gabbia.
Nella metà degli anni ottanta, Tully Blanchard ebbe anche una serie di match contro Carlos Colón nella World Wrestling Council di Porto Rico.
Dopo il feud con Rhodes, Tully spostò la sua attenzione verso il titolo NWA United States Heavyweight Championship detenuto all'epoca da Magnum T.A.. La rivalità si risolse in una serie di match brutali e sanguinari tra i due, diventando uno dei più celebri della NWA. Il 21 luglio 1985, Blanchard sconfisse Magnum per il titolo colpendolo con un oggetto contundente. Il feud culminò al ppv Starrcade '85 dove ebbe luogo un estremamente sanguinoso I Quit Match dentro una gabbia d'acciaio. L'incontro terminò con la vittoria di Magnum.
Successivamente, Blanchard iniziò frequentemente a lottare in coppia con Ole Anderson, figura leggendaria nella Mid-Atlantic, e con Arn Anderson e Ric Flair, le maggiori star della NWA. All'inizio del 1986, i quattro si unirono in un gruppo denominato The Four Horsemen. La stable divenne velocemente padrona della federazione, impadronendosi dei maggiori titoli con Arn campione NWA World Television, Blanchard NWA National Heavyweight Champion e Flair NWA World Champion. Gli Horsemen ebbero feud con tutti i maggiori face della compagnia, inclusi Magnum T.A., Nikita Koloff, Dusty Rhodes, Wahoo McDaniel, The Rock 'n' Roll Express, The Road Warriors, ed altri.
Gli Horsemen continuarono a spadroneggiare per tutto il 1986 e il 1987, anche quando Ole Anderson venne rimpiazzato da Lex Luger. A metà 1987, Blanchard ed Anderson iniziarono a combattere nella divisione tag team scontrandosi con i Rock 'n' Roll Express per l'NWA World Tag Team Championship. Il feud ebbe fine in settembre con la conquista dei titoli di coppia da parte di Blanchard & Anderson.
Verso la fine del 1987, Lex Luger uscì dai Four Horsemen e si scontrò con gli ex-compagni nei mesi seguenti. Luger formò un'alleanza con Barry Windham. Il duo sconfisse Anderson & Blanchard il 27 marzo 1988, ma riperse le cinture quando, pochi mesi dopo, Windham tradì Luger per entrare a sua volta negli Horsemen.

### World Wrestling Federation (1988–1989)

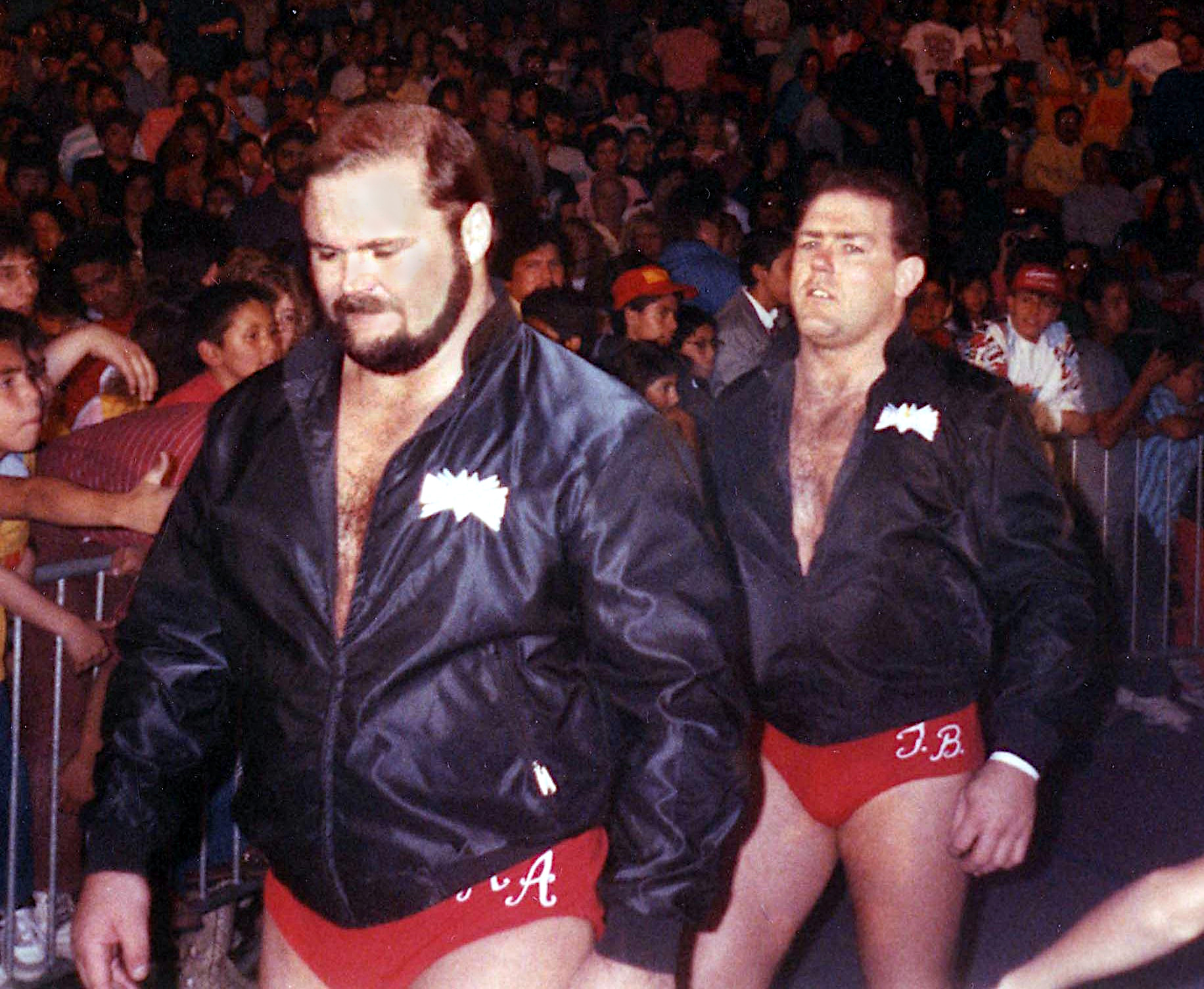
Blanchard e Arn Anderson

A causa di alcuni dissidi economici avuti con Jim Crockett Sr. e il booker Dusty Rhodes, Blanchard ed Arn Anderson lasciarono la NWA per approdare nella rivale World Wrestling Federation. L'uscita dalla compagnia venne organizzata facendo perdere le cinture di coppia ai due il 10 settembre 1988 contro i Midnight Express (Bobby Eaton & Stan Lane) dopo un breve feud. In WWF, Blanchard & Anderson divennero i "Brain Busters", tag team heel con manager Bobby Heenan. La coppia sconfisse i Demolition vincendo il WWF Tag Team Championship il 18 luglio 1989 (incontro trasmesso in tv il 29 luglio a Saturday Night's Main Event), ponendo fine al primo storico regno da campioni dei Demolition, ma riperdendo le cinture contro questi ultimi il 2 ottobre 1989 (in onda il 4 novembre a WWF Superstars of Wrestling).
Poco tempo dopo, l'ascesa dei Brain Busters in WWF subì un brusco arresto quando Blanchard fallì un test anti-droga, risultando positivo alla cocaina, e di conseguenza venne allontanato dalla federazione.

### Circuito indipendente e ritiro (1989–2007)
Nel marzo 1990 debuttò nella American Wrestling Association, alleandosi con i Destruction Crew. All'evento SuperClash IV svoltosi l'8 aprile 1990, egli sconfisse Tommy Jammer. La permanenza di Tully in AWA fu di breve durate e terminò nel maggio 1990.
Nel 1993, la World Championship Wrestling gli offrì di tornare a far parte dei nuovi Four Horsemen a Slamboree 1993, ma egli declinò l'offerta economica, considerandola troppo bassa, e la WCW lo rimpiazzò con Paul Roma. Un anno dopo, a Slamboree 1994, Blanchard apparve in WCW per una sola sera, lottando contro Terry Funk in un match terminato in doppia squalifica.
Nel gennaio 1995, Blanchard debuttò nella Extreme Championship Wrestling, terminando in parità per limiti di tempo un match contro l'ECW World Heavyweight Champion Shane Douglas. Affrontò nuovamente Douglas in altre due occasioni, perdendo entrambe le sfide.
Il 12 settembre 1998, Blanchard lottò in coppia con Barry Windham, e i due sconfissero i Border Patrol vincendo le cinture NWA World Tag Team.
Il 10 ottobre 1999 sconfisse Stan Lane al ppv Heroes of Wrestling.
Il 29 gennaio 2005 a WrestleReunion, perse un incontro con Jeff Jarrett.
Il 10 marzo 2007 in coppia con The Nightmare & Ricky Landell perse contro Glacier, Jake Roberts, e Ricky Morton.
Combatté l'ultimo match, il 10 agosto 2007, a NWA Legends Fanfest 2007, dove perse contro Dustin Rhodes.

### All Elite Wrestling (2019-presente)
Il 17 luglio 2019 Blanchard fa la sua comparsa in All Elite Wrestling nel primo episodio della web serie "The Road to All Out" in qualità di manager di Shawn Spears e successivamente degli FTR.
Nella puntata di Dynamite del 17 febbraio 2021, fu annunciato il suo ritorno sul ring a 67 anni, in un 6-men tag team match che vedrà opposti gli FTR e Blanchard e il Jurassic Express, che si è svolto nella puntata speciale di Dyamite, intitolata The Crossroads.

## Personaggio

### Mosse finali
- Piledriver
- Slingshot suplex

### Manager
- Baby Doll
- Dark Journey
- J.J. Dillon
- Bobby Heenan
- Paul Jones

### Wrestler assistiti
- Shawn Spears
- #FTR

## Titoli e riconoscimenti
- Southwest Championship Wrestling
  - SCW Southwest Heavyweight Championship (6)[5]
  - SCW Southwest Tag Team Championship (5) - con Gino Hernandez[6]
  - SCW Southwest Television Championship (3)[5]
  - SCW World Tag Team Championship (2) - con Gino Hernandez[7]
- Pro Wrestling Illustrated
  - 52º tra i 500 migliori wrestler singoli nella "PWI Years" (2003)
- Central States Wrestling
  - NWA Central States Heavyweight Championship (1)
- Mid-Atlantic Championship Wrestling/Jim Crockett Promotions
  - NWA National Heavyweight Championship (1)
  - NWA United States Heavyweight Championship (1)
  - NWA Television Championship (1)
  - NWA World Television Championship (3)
  - NWA World Tag Team Championship (Mid-Atlantic version) (2) - con Arn Anderson
- National Wrestling Alliance
  - NWA Hall of Fame (Classe 2009)
- World Wrestling Federation/Entertainment
  - WWF World Tag Team Championship (1) -  con Arn Anderson[8]
  - WWE Hall of Fame (classe del 2012) - come membro dei Four Horsemen